# Rubus pignatti
Rubus pignatti är en rosväxtart som beskrevs av Camarda. Rubus pignatti ingår i släktet rubusar, och familjen rosväxter. Inga underarter finns listade i Catalogue of Life.